# SRS Labs
SRS Labs, formatasi nel 1993 dalla divisione audio della Hughes Aircraft Company, è stata la prima compagnia dedicata allo sviluppo e alle licenze di tecnologie di miglioramento audio.
La sua tecnologia di bandiera è il Sound Retrieval System. SRS Labs sviluppa tecnologie audio, vocali, e suono surround che migliorano l'esperienza audio dei prodotti elettronici di consumo.
La società possiede più di 100 brevetti e più di 300 produttori di elettronica di consumo usano le loro tecnologie nei loro prodotti.
La compagnia vende anche suoi prodotti come l'SRS Audio Sandbox, un software per Windows che migliora l'audio per qualsiasi applicazione.
La società ha sede a Santa Ana, California (USA) e ha uffici in Asia e Europa.